# Белаковская, Виктория Марковна
Викто́рия Ма́рковна Белако́вская (25 марта 1901, Александрия, Херсонская губерния — 9 декабря 1965, Ленинград) — российская советская художница, живописец, член Ленинградского Союза художников.

## Биография

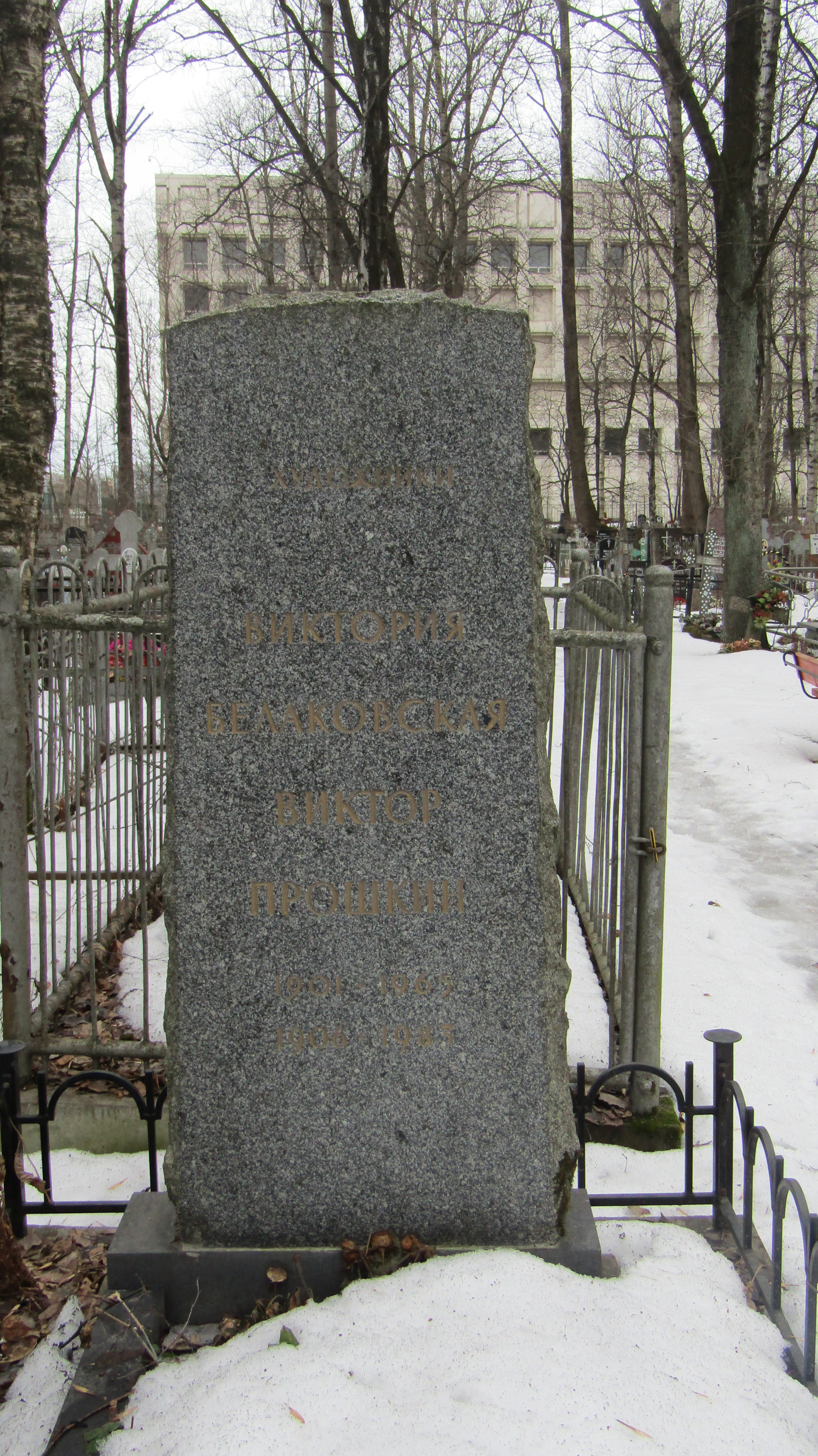
Могила Белаковской В. М. и Прошкина В. Н. Серафимовское кладбище, Санкт-Петербург.

Виктория Марковна Белаковская родилась 25 марта 1901 года в Александрии. После окончания гимназии в 1918—1923 годах занималась в Одесском институте изобразительных искусств у П. Волокидина, Т. Дворникова. В 1923 году после переезда в Петроград начала занятия в ленинградском ВХУТЕМАСе на живописном факультете в мастерской К. Петрова-Водкина. Окончила институт в 1927 году с присвоением звания художника-живописца, дипломная работа — картина «Стальной конь на полях Украины».
Участница выставок ленинградских художников с 1931 года. Писала портреты, жанровые композиции, натюрморты, пейзажи. Автор картин «Пионерка» (1931), «Вербы» (1932), «Колхозница с серпом» (1934), «Автопортрет с папиросой» (1936), «Сирень и ландыши» (1946), «Автопортрет» (1947), «Ленинградский пейзаж» (1953), «Розы. Натюрморт» (1956), «Белые розы. Натюрморт» (1957), «Весенние цветы. Натюрморт» (1961), «Маки», «Цыганка» (обе 1963), серии «Алтай» (1963), «Крым» (1949—1952), «Киев» (1946) и др. Персональные выставки в Ленинграде (1964, ЛОСХ), Санкт-Петербурге (1993, 2001 ЦВЗ «Манеж», 2011 Петербургский Союз художников), Москве (2004, ГМИИ имени А. С. Пушкина). Была замужем за известным художником и педагогом В. Н. Прошкиным (1906—1983). Мать художника В. В. Прошкина (род. в 1931).
Скончалась 9 декабря 1965 года в Ленинграде на 65-м году жизни.
Произведения В. М. Белаковской находятся в Русском музее, в музеях и частных собраниях в России, Великобритании, США, Франции и других странах.